# Orobanche sanguinea
Orobanche sanguinea är en snyltrotsväxtart som beskrevs av Karel Presl. Orobanche sanguinea ingår i släktet snyltrötter, och familjen snyltrotsväxter. Inga underarter finns listade i Catalogue of Life.